# Azomureș

Azomureș SA este cel mai mare producător de îngrășăminte chimice din România. Compania produce azotat de amoniu, nitrocalcar, uree, îngrășăminte lichide, îngrășăminte complexe și melamină. Compania a fost preluată de la statul român în anul 1998 de cel mai mare producător de îngrășăminte din Turcia, Transworld Fertilizers Holding. În luna martie 2012 combinatul a fost preluat de către compania elvețiană Ameropa Holding AG, prin intermediul Pelican Fertilizers care deține 75,8 % din acțiunile Azomureș. Valoarea tranzacției a fost de 54 de milioane de euro. Azomureș are o capacitate de producție de peste 1,3 milioane tone îngrășăminte chimice pe an și exportă produse în Europa, Asia, Africa, America de Sud, China, Japonia și Statele Unite. În iulie 2012 site-ul Wall-street.ro a poziționat Azomureș pe locul 9 în topul celor mai profitabile 50 de companii din România.
Fabrica a fost singura din țară care a produs și materiale fotosensibile de uz fotografic, industrial și medical, într-o secție separată, între 1969 și 2003.

## Istoric
Compania a fost înființată în anul 1962 sub denumirea de Combinatul de Îngrășăminte Azotoase Târgu-Mureș având ca profil de activitate producerea de îngrășăminte azotoase în trei secții de bază (amoniac, acid azotic și azotat de amoniu) plus cinci subunități auxiliare pentru deservirea unităților de producție cu apă de răcire, apă demineralizată, abur, energie electrică, piese de schimb și utilaje.
Încă de la înființare, în cadrul combinatului raportul de muncitori români față de cel de muncitori maghiari a fost semnificativ mai mare, fiind estimat la 90% sau chiar mai mare, dacă pe lângă muncitorii calificați se adaugă și personalul tehnic și administrativ. Acest fenomen este explicat de faptul că autoritățile ce urmau o linie politică național-comunistă, în contextul industrializării, au întreprins acțiunea de uniformizare a structurii populației pe teritoriul țării. Astfel, muncitorilor maghiari nu li se permitea să se stabilească și să muncească în orașe maghiare, în locul lor fiind aduși români, în special din afara Arcului Carpatic. În cadrul combinatului Azomureș, la momentul deschiderii, o întreagă clasă care a absolvit o școală tehnică din regiunea Olteniei a fost primită, însă când conducerea a solicitat doi chimiști în 1968 și au fost repartizați doi maghiari, aceștia au fost respinși din cauza etniei.

### Etape
Dezvoltarea combinatului a avut loc în mai multe etape. Astfel, în prima etapă, în anul 1966 s-a început producția de îngrășăminte chimice. Exista pe platformă o instalație de amoniac, una de acid azotic și una de producere de azotat de amoniu prill. Pe langă acestea mai existau o centrală electrotermică, o instalație de apă demineralizată precum și alte facilități necesare producției de îngrășăminte: ateliere de reparații mecanice, electrice și automatizări, laboratoare, stație de cale ferată uzinală etc.
În a doua etapă, anul 1968, s-a pus în funcțiune a doua fabrică de amoniac (prima fabrică Kellogg din România), o nouă fabrică de acid azotic și s-a extins instalația de azotat de amoniu. În anul 1972 s-a pus în funcțiune o instalație de producere a argonului. Tot în această etapă s-a pus în funcțiune a doua instalație de producere a apei demineralizate.
În a treia etapă, anul 1974, s-a construit o instalație de amoniac cu o capacitate de 900 t/zi, o instalație de acid azotic, o instalație de azotat de amoniu prill, o instalație de uree, o nouă centrală electrotermică, o nouă instalație de apă demineralizată și un depozit de amoniac lichid de 15.000 de tone. În 1975 s-a pus în funcțiune instalația de îngrășăminte complexe NPK.
În a patra etapă, anul 1978, s-a pus în funcțiune a doua instalație de amoniac Kellogg și a patra instalație de acid azotic. 

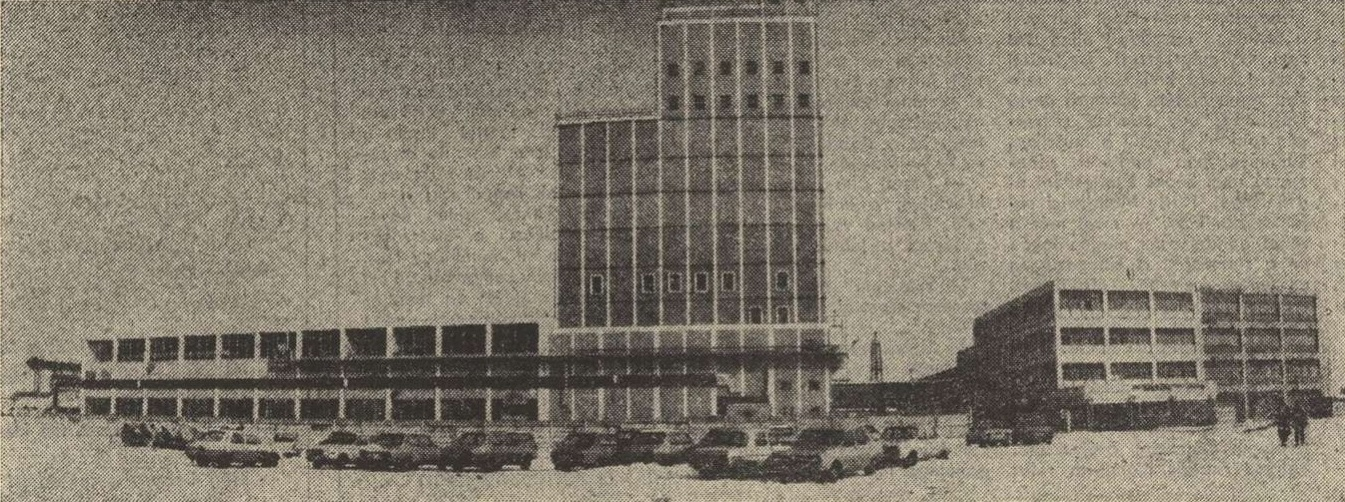
Secția de materiale fotosensibile

În a cincea și ultima etapă, 1981, s-a pus în funcțiune noua instalație de materiale fotosensibile precum și o instalație de fabricare a melaminei.
Datorită creșterii prețului la energie s-au închis o serie de instalații vechi energofage, în prezent funcționând următoarele instalații: Amoniac 3, Amoniac 4, Acid azotic 2, 3 și 4, Uree, Melamină, NPK, CET I și II, Azotat I-II și III. În 1990 combinatul a devinit o societate pe acțiuni deținută de Statul Român sub denumirea de Azomureș.
În perioada 15 iulie - 15 august 2013 activitatea la combinatul Azomureș a fost sistată în vederea desfășurării unor lucrări de reparație și modernizare a instalațiilor, proces pentru care au fost alocate 13 milioane de euro. Aceste măsuri au avut în vedere reducerea costului de operare al instalațiilor dar și reducerea impactului asupra factorilor de mediu. Potrivit comunicatului transmis de companie, instalațiile supuse lucrărilor au fost cele de Amoniac, Uree și Azotat.
În luna mai 2014 conducerea Azomureș a anunțat semnarea unui acord de finanțare în valoare de 66 milioane de euro pentru modernizarea fabricii de uree din cadrul complexului chimic. În cadrul acestei investiții Azomureș a declarat că va moderniza fabrica de uree, va construi un nou turn de granulare cu o instalație modernă iar capacitatea de producție să crească de la 900 t/zi la 1460 t/zi. Procesul de modernizare urmează să se desfășoare pe o perioadă de 12 ani.

## Poluare

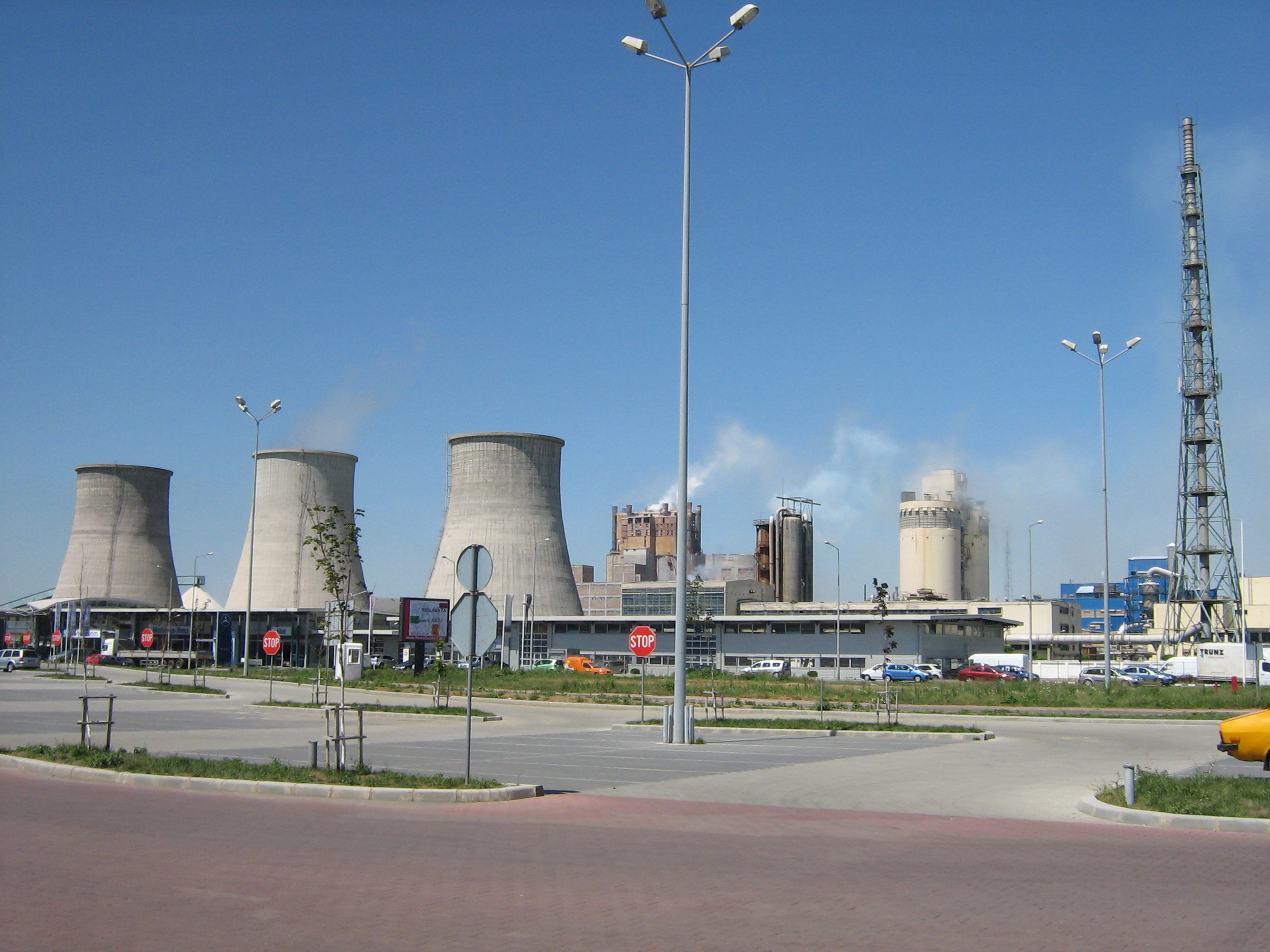
Vedere exterioară a combinatului Azomureș

Azomureș este cel mai mare poluator al județului Mureș, de-a lungul timpului depășind de multe ori concentrația maxim admisă pentru emisiile de azot și amoniac. În perioada 16-23 august 2012 în municipiul Târgu Mureș s-au înregistrat peste 20 de depășiri ale concentrației maxim admise pentru amoniac iar compania a fost amendată cu 25.000 de lei. În același an, compania a mai fost amendată cu 50.000 și 20.000 de lei tot pentru poluare cu amoniac. Într-o altă situație, în perioada 19-22 noiembrie 2009, Agenția de Protecția Mediului Mureș a înregistrat 28 de depășiri ale concentrației maxim admise de amoniac iar compania a fost amendată cu 80.000 de lei. Compania Ameropa s-a angajat să investească 170 de milioane de euro și a primit un aviz de mediu pentru această investiție valabil până în anul 2015. Principalul obiectiv este reducerea emisiilor de amoniac și pulberi dar se are în vedere și modernizarea instalațiilor de amoniac, modernizarea fazei umede și de solidificare a procesului la instalația de uree.

## Statistici
Număr de angajați:
- 2014: 1.600[1]
- 2012: 2.600[13]
- 2011: 2.700[14]
- 2005: 3.000[15]
- 1996: 3.800[16]

Cifra de afaceri:
- 2010: 1,2 miliarde lei (383 milioane euro)[17][16]
- 2011: 1,62 miliarde lei[18]
- 2014: 380 milioane euro[1]